# Omelna
Omelna (biał. Амяльная, Amialnaja; ros. Омельная, Omielnaja) – agromiasteczko na Białorusi, w obwodzie brzeskim, w rejonie iwacewickim, w sielsowiecie Omelna. 
Dawniej wieś i folwark. W źródłach pojawia się także pod nazwą Omelno. W dwudziestoleciu międzywojennym miejscowość leżała w Polsce, w województwie poleskim, w powiecie kosowskim/iwacewickim, w gminie Święta Wola. Obok wsi leżał wówczas dwór Omelna-Teodorowo.
Po II wojnie światowej w granicach Związku Radzieckiego. Od 1991 w niepodległej Białorusi.